# Dardenac

Dardenac este o comună în departamentul Gironde din sud-vestul Franței. În 2009 avea o populație de 92 de locuitori.

## Evoluția populației
| An        | 1975 | 1982 | 1990 | 1999 | 2006 | 2009 |
| --------- | ---- | ---- | ---- | ---- | ---- | ---- |
| Populație | 57   | 67   | 60   | 59   | 89   | 92   |